# دائرة الطاقة (أبو ظبي)
هيئة مياه وكهرباء أبوظبي هي هيئة محلية لإمارة أبوظبي، تعمل على إنتاج ونقل وتوزيع الطاقة الكهربائية والمياه في الإمارة. تقوم الهيئة بتنفيذ سياسات الحكومة المحلية بشأن قطاع الماء والكهرباء في الإمارة.
تم إنشاء الهيئة في مارس 1998 وفقا للمرسوم الأميري رقم 2 لعام 1998 لتحل محل دائرة الماء والكهرباء، وتعتبر الهيئة مؤسسة عامة مملوكة بالكامل من قبل حكومة أبوظبي، وتتمتع بالاستقلالية القانونية والإدارية. وفي العام 2018 صدر القانون رقم 11 القاضي بإنشاء دائرة الطاقة التي حلت محل هيئة مياه وكهرباء أبوظبي والتي تهدف إلى تقديم أفضل الخدمات فيما يتعلق بقطاع الطاقة ومواكبة التطورات العالمية المستخدمة في هذا المجال.

## أهداف دائرة الطاقة
تهدف دائرة الطاقة في أبوظبي إلى تحقيق مايلي:
- تحقيق الاستقرار والأمن فيما يتعلق بإمدادات الطاقة والمياه.
- رفع كفاءة استخدام المياه والطاقة بالنسبة للمستهلكين.
- حماية المستهلكين وتقديم خدمات متميزة.
- ربط كفاءة الأداء بالنتائج.
- إعداد السياسات واللوائح الاستشرافية عن طريق تحليل البيانات لتسريع وتيرة تحول الطاقة.
- الحفاظ على تكاليف الطاقة والمياه ضمن القدرة الشرائية للأفراد والشركات.

## الشركات
لدى الهيئة عدد من شركات التي تنظم شوؤنها والتي تملكها بالكامل في قطاع الماء والكهرباء، وهي:
- شركة أبوظبي للماء والكهرباء
- شركة أبوظبي للتوزيع
- شركة العين للتوزيع
- شركة المرفأ للطاقة
- شركة أبوظبي للنقل والتحكم (ترانسكو)
- شركة بينونة للطاقة

كما تملك الهيئة 60% من أسهم الشركات المنتجين المستقلين للماء والكهرباء في إمارة أبوظبي، وهي:
- شركة الإمارات سي أم أس للطاقة
- شركة الخليج توتال تراكتبل للطاقة
- شركة الشويهات سي أم أس انترناشيونال للطاقة
- الشركة العربية للطاقة
- شركة الطويلة أسيا للطاقة

أيضا تملك الهيئة حصة قدرها 51% في شركة أبوظبي للطاقة (طاقة) المساهمة العامة، وحصة قدرها 49% في شركة الوثبة للخدمات المركزية.

## مبادرات استراتيجية  في مجالات الطاقة النظيفة والمياه
من أبرز مبادرات دائرة الطاقة (أبو ظبي): 
- «استراتيجية أبوظبي لكفاءة الطاقة والمياه 2030»، التي تهدف إلى تخفيض استهلاك الكهرباء بنسبة 22% والمياه بنسبة 32% بحلول عام 2030
- نموذج أبوظبي المتكامل للطاقة «مكعب الطاقة» الذي يقدم قراءة دقيقة للمعطيات الحالية للقطاع في أبوظبي وتوقع سيناريوهات مستقبلية للأعوام الثلاثين القادمة.
- مبادرة شهادات المياه والطاقة النظيفة، التيتركز على خلق سوق شهادات يمكن من خلالها تتبع وتوثيق إنتاج الطاقة والمياه من مصادر نظيفة.

## الجوائز
- حصدت دائرة الطاقة في أبوظبي، جائزة القيادة الاستشرافية تقديراً لدورها  في وضع سياسات مبتكرة في مجال إعادة استخدام المياه، ضمن فعاليات المؤتمر العالمي لتحلية المياه 2024، الذي استضافته دائرة الطاقة - أبوظبي.[10]

## وصلات خارجية
موقع هيئة مياه وكهرباء أبوظبي